# Alessandro Rolla
Alessandro Rolla (ur. 6, 22 lub 23 kwietnia 1757 w Pawii, zm. 14 lub 15 kwietnia 1841 w Mediolanie) – włoski kompozytor, skrzypek, altowiolista, dyrygent i pedagog muzyczny.

## Życiorys
Uczył się kompozycji i gry na skrzypcach w Mediolanie. Od 1782 roku był altowiolistą, a od 1792 roku koncertmistrzem i dyrygentem orkiestry dworskiej w Parmie. W latach 1802–1833 pełnił funkcję pierwszego dyrygenta mediolańskiej La Scali. Dokonał wielu zmian i udoskonaleń w składzie orkiestry oraz znacząco podniósł poziom artystyczny mediolańskiego zespołu. Od 1805 roku był także nadwornym skrzypkiem wicekróla Italii Eugeniusza de Beauharnais. W latach 1808–1835 uczył gry na skrzypcach i altówce w konserwatorium mediolańskim. Do grona jego uczniów należał Niccolò Paganini. Według anegdoty po usłyszeniu gry młodego Paganiniego Rolla oświadczył, że niczego więcej nie będzie w stanie go już nauczyć.
Ceniony był jako wirtuoz gry na instrumentach smyczkowych. Skomponował m.in. 12 symfonii, 20 koncertów skrzypcowych, 15 koncertów altówkowych, 10 kwartetów smyczkowych, 3 sekstety, 3 kwintety oraz balety Adelasia (wyst. Mediolan 1779), Iserbeck (wyst. Padwa 1802), Eloisa e Roberto (wyst. Rzym 1805), Pizzarro (wyst. Mediolan 1807), Abdul (wyst. Wiedeń 1808), Achilles auf Skyros (wyst. Wiedeń 1808). W swojej twórczości nawiązywał do tradycji włoskiej szkoły skrzypcowej i dorobku klasyków wiedeńskich, jego symfonie mają formę uwertury w stylu włoskim z rozbudowanymi partiami solowymi i dialogowaniem instrumentów. Największe znaczenie mają jego utwory na altówkę, w których wykorzystywał możliwości techniczne tego instrumentu.
Wysoko cenił twórczość Ludwiga van Beethovena, dyrygował wykonaniem w La Scali jego pierwszych symfonii. Kierował również orkiestrą podczas premierowych mediolańskich inscenizacji oper Wolfganga Amadeusza Mozarta Don Giovanni, Così fan tutte, Łaskawość Tytusa oraz Wesele Figara. Z włoskich twórców operowych preferował popularnego wówczas Gioacchino Rossiniego, a także Gaetano Donizettiego i Vincenza Belliniego, których znał osobiście. Dyrygował między innymi premierą opery Norma Belliniego.
Jego synem i uczniem był skrzypek Giuseppe Antonio Rolla (1798–1837).